# Tertiär (Chemie)
Das Adjektiv tertiär (abgekürzt tert.; von lateinisch tertiarius) bedeutet „an dritter Stelle“ und wird in der Chemie auch als Wortbildungselement benutzt, z. B. in Tertiärprodukt und Tertiärstruktur. Die Kurzform tert- wird als Deskriptor in halbsystematischen Substanznamen verwendet, beispielsweise bei tert-Butanol.

## Organische Chemie
|                                              | Rot markierte Zentralatome in verschiedenen Stoffgruppen. Vergleich von tertiären mit primären, sekundären und quartären Zentralatomen. |          |         |                 |
|                                              | primär | sekundär | tertiär | quartär         |
| Kohlenstoffatom einer organischen Verbindung | |          |         |                 |
| Alkohol                                      | |          |         | existiert nicht |
| Amin                                         | |          |         | (siehe QAV)     |
| Carbonsäureamid                              | |          |         | existiert nicht |
| Phosphin                                     | |          |         | (siehe QPV)     |

In der organischen Chemie ist das Wort „tertiär“ eine Bezeichnung für den Substitutionsgrad dreier von mehreren an ein Zentralatom (Kohlenstoff, Stickstoff, Phosphor) gebundenen Wasserstoffatomen durch organische Reste (Organyl-Rest, wie Alkyl-Rest, Alkenyl-Rest, Aryl-Rest, Alkylaryl-Rest etc.), z. B. enthalten tertiäre Alkohole ein tertiäres Kohlenstoffatom (Zentralatom = Kohlenstoff), tertiäre Amine ein tertiäres Stickstoffatom (Zentralatom = Stickstoff), tertiäre Phosphine ein tertiäres Phosphoratom (Zentralatom = Phosphor).
Beispiele für tertiäre Zentralatome
- ein Kohlenstoffatom in einem Alkan oder einem Alkohol, das neben drei Substituenten noch ein oder kein Wasserstoffatom trägt, oder
- ein Stickstoffatom in einem Amin, an das drei organische Reste gebunden sind.

Dies führt bei tertiären Verbindungen meist zu einer deutlichen sterischen Hinderung der funktionellen Gruppe und dazu, dass typische Reaktionen schwerer oder gar nicht ablaufen, verglichen mit sekundären Verbindungen der gleichen Stoffklasse.
Beispiele für solche Verbindungen sind tertiäre Alkohole (Beispiel: 2-Methyl-2-propanol), tertiäre Amine (Beispiel: Triethylamin) und tertiäre Phosphine (Beispiel: Triphenylphosphin). Ein typisches Beispiel für ein tertiäres Kohlenstoffatom ist das mittlere Kohlenstoffatom in 2-Methylpropan.

## Anorganische Chemie
In der anorganischen Chemie eine Bezeichnung für Salze, die durch Neutralisation von drei Hydroxygruppen einer mehrbasigen Säure entstanden sind, zum Beispiel Calciumphosphat, Ca3(PO4)2.